# Обещание Лесото

Алмаз «Обещание Лесото».

«Обещание Лесото» (англ. Lesotho Promise) — прозрачный бесцветный алмаз ювелирного качества, найденный 22 августа 2006 года на руднике Летсенг (англ.  Letseng), расположенном в северной части Королевства Лесото. Масса вновь найденного алмаза составляла 603 карата (121 г). На момент обнаружения это был крупнейший алмаз, найденный в XXI столетии, и пятнадцатый по величине за всю историю добычи алмазов в мире.
Рудник, где был обнаружен алмаз, являлся совместной собственностью британской компании Gem Diamonds и правительства Лесото.
Находку Gem Diamonds продала на аукционе, состоявшемся 9 октября 2006 года в Антверпене, Бельгия, за 12,4 миллиона долларов США. Покупателем стало южно-африканское подразделение компании Graff Diamonds — South African Diamond Corporation (SAFDICO).
Алмаз был разделён на 26 частей различного размера, подвергнутых затем огранке. Масса самого крупного из полученных бриллиантов составила 75 карат (15,0 г), а самого маленького — 0,55 карат (110 мг). Суммарная масса полученных бриллиантов равна 224 каратам (44,8 г).
Все 26 бриллиантов затем были объединены в одно ожерелье, в дизайне которого использовано белое золото. Публике ожерелье впервые представили в августе 2008 года в Императорском зале Отеля де Пари в Монте-Карло. Graff Diamonds оценила его стоимость более чем в 60 миллионов долларов.

## Пояснения
1. ↑   Это положение изменилось после того, как в 2015 году в Ботсване был найден алмаз «Наш свет» массой 1111 карат и алмаз массой 813 карат[1][2].